# Vols de la mort
Els vols de la mort són una forma d'execució extrajudicial practicada normalment per les forces militars en possessió d'aeronaus: les víctimes són llançades a la mort des d'avions o helicòpters als oceans, grans rius o fins i tot muntanyes. Els vols de la mort s'han dut a terme en diversos conflictes interns, entre ells la batalla d'Alger de 1957 i per la junta Procés de Reorganització Nacional durant la guerra bruta argentina entre 1974 i 1983.

## Rebel·lió malgaixa
Durant l'aixecament malgaix de 1947, a Mananjary van ser assassinats centenars de malgaixos, entre ells 18 dones i un grup de presoners llançats des d'avions.

## Zaire entre 1965-1997
Durant l'època de Mobutu, un nombre desconegut de persones van ser executades extrajudicialment en ser llançades des d'un helicòpter al riu Zaire (actualment riu Congo), als ràpids de Kinsuka o al llac Kapolowe (a Katanga).

## Guerra bruta argentina
La dictadura militar va executar el procediment per a eliminar els detinguts desapareguts i les proves del delicte.
Els executors dels delictes denominaven «trasllat» al mètode. El nom servia per a convèncer els detinguts desapareguts que serien transportades a una presó. Abans dels vols aplicaven l'afusellament. Les víctimes eren injectades amb pentotal sòdic adduint ser una vacuna i llançades vives, semi nues i en estat de somnolència des d'aeronaus militars en vol sobre la mar o el Riu de la Plata, amb la finalitat de fer desaparèixer els cadàvers i les proves dels crims.

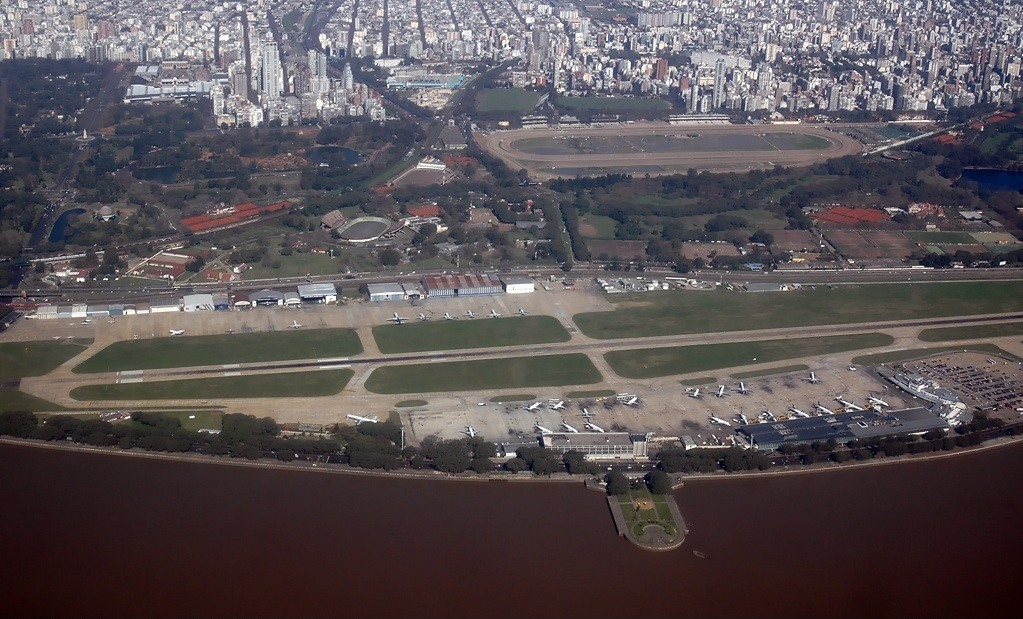
L'aeroport militar que es troba a l'extrem est (esq.) de l'Aeroparque era utilitzat per realitzar els «vols de la mort»
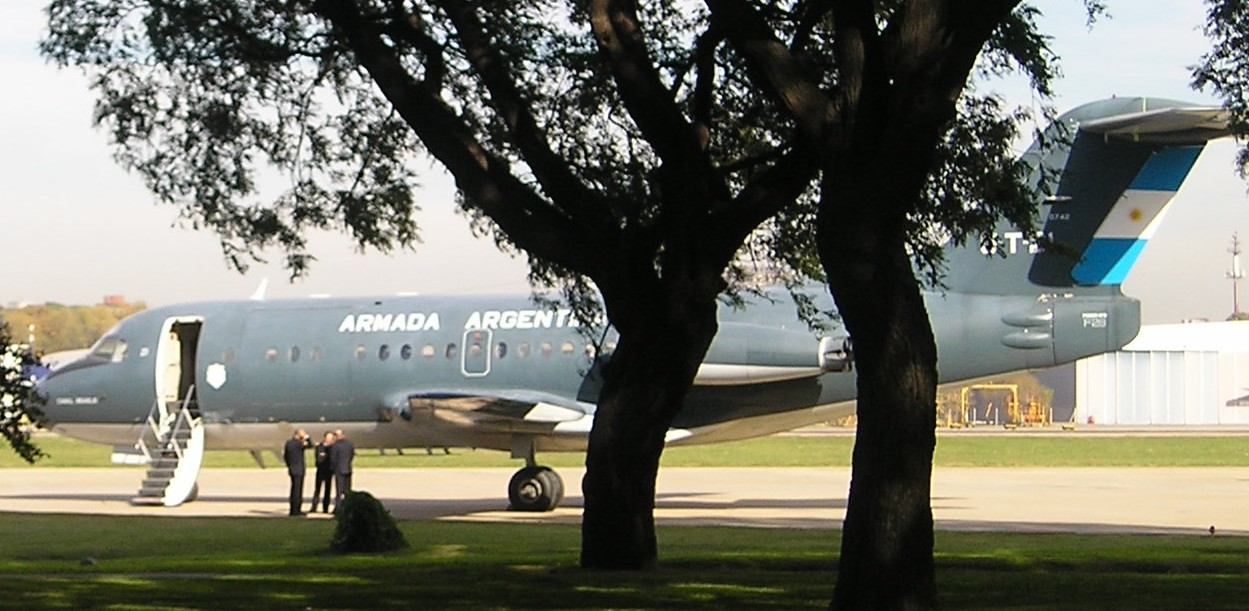
El Fokker F 28 de la marina de guerra argentina va ser molt utilitzat per realitzar aquests vols.